# Olivia Morris
Olivia Kathleen F. Morris (* 29. Januar 1997 in Kingston-upon-Thames) ist eine britische Schauspielerin.

## Leben und Karriere
Morris wurde am 29. Januar 1997 in Kingston-upon-Thames geboren. Sie besuchte die National Youth Theatre. Danach studierte sie an der Royal Welsh College of Music and Drama. Sie trat im Musikvideo London's Blues von Ferris & Sylvester auf. Ihr Debüt gab sie 2020 in dem Kurzfilm The Turtles. Anschließend bekam sie 2022 in der Serie Hotel Portofino eine Hauptrolle. Im selben Jahr spielte Morris in dem Film RRR die Hauptrolle. Außerdem wurde sie für die Serie The Head gecastet. Unter anderem war Morris 2023 in einer Folge in Hapless zu sehen.

## Filmografie
Filme
- 2020: The Turtles
- 2022: RRR

Serien
- 2022: Professor T. (Folge 2x01 Ring of Fire)
- seit 2022: Hotel Portofino
- seit 2022: The Head
- 2023: Hapless (Folge 2x04 The Donor)
- 2025: The Librarians – The Next Chapter